# Ignatije Joka
Ignatije Joka, hrvaški general, * 8. december 1912, † 1989.

## Življenjepis
Leta 1940 je postal član KPJ in naslednje leto je sodeloval pri organizaciji NOVJ; med vojno je bil politični komisar več enot.
Po vojni je končal Pehotno častniško šolo in bil med drugim pomočnik načelnika Vojaške akademije.